# Дядюченко, Леонид Борисович
Леони́д Бори́сович Дядюче́нко (16 февраля 1934, Ленинград — 26 августа 2005, Бишкек) — советский и киргизский прозаик, поэт, кинодраматург. Заслуженный деятель культуры Киргизской Республики (1995).

## Биография
Леонид Дядюченко родился 16 февраля 1934 года в Ленинграде. С 1938 года жил во Фрунзе. В 1952 году окончил среднюю школу № 6 города Фрунзе, в 1957 году — горно-геологический факультет Фрунзенского политехнического института.
Трудовую деятельность начал инженером-геологом в Институте геологии АН Кыргызской ССР. В 1961 году работал специальным корреспондентом газеты «Советская Киргизия» в Ошской области, литературным работником журнала «Кыргызстан», редактором киностудии «Киргизфильм».
С 1957 года публикует стихи и очерки в республиканских газетах и журналах. В 1962 году вышел первый сборник стихов «Жажда». Автор множества документальных повестей, рассказов, сценариев документальных фильмов и художественной литературы.
По литературным сценариям Дядюченко, киностудия «Киргизфильм» выпустила такие полнометражные художественные и документальные фильмы как «Водопад» (1974), «Зеница Ока» (1976), «Первый» (1974), «Советский Киргизстан» (1974) «Кошой-Таш» (1980), «Твой день — республика!» (1984), «Через две весны» (1985) и десятки короткометражных документальных, научно-популярных фильмов и киноочерков.
Он переводил на русский язык произведение таких киргизских авторов как А. Токомбаев, Т. Козомбердиев, М. Абылкасымова, С. Акматбекова и других. Повесть «Скарабей» в 1974 году была отмечена всесоюзной литературной премией имени Н. Островского. В 1995 году ему присвоено звание «Заслуженный деятель культуры Кыргызской Республики».
С 1966 года — Член Союза писателей СССР, с 1971 года — Член Союза журналистов СССР, с 1975 года — Член Союза кинематографистов СССР.
После тяжёлой болезни, в г. Бишкек, 26 августа 2005 Леонид Дядюченко ушёл из жизни.

## Опубликованные книги
- Жажда: Сборник стихов. — Ф.: Киргизгосиздат, 1962. — 62 с.
- Уголек: Стихи. — Ф.: Киргизгосиздат, 1966 — 95 с.
- Проводник из Чарвака: Очерки о людях Киргизстана. — Ф.: Кыргызстан, 1967. — 128 с.
- Без нужды — в Зардалю. — Ф.: Кыргызстан, 1970 — 201 с.
- В пещерах Киргизии. — Ф.: Мектеп, 1970. — 163 с.
- Скарабей. Повесть и рассказы. — М.: Молодая Гвардия. 1974. — 160 с.
- Фамильное серебро: Документальная повесть. — Ф.: Мектеп, 1974. — 124 с.
- Скарабей. — М.: Мол. гвардия, 1975. — 200 с.
- Памятник солнцу. Стихи поэтов Киргизии, посвящённые дружбе народов. — Ф.: Кыргызстан, 1975. — 176 с.
- Салам тебе, Кыргызстан. Стихи. — Ф.: Кыргызстан, 1975. — 140 с. (А. Борцов, И. Волобуева, Л. Дядюченко и др.).
- Киргизский мотив: Документальная повесть. — Ф.: Кыргызстан, 1976. — 107 с.
- Какая она, победа? — М.: Мол. гвардия, 1977. — 222 с.
- Серебряный глобус: Документальная повесть. — Ф.: Кыргызстан, 1978. — 144с.
- Ждите ответа: Рассказы и повести. — Ф.: Кыргызстан, 1984. — 206 с.
- Жемчужина в стене казармы: Роман-хроника. — Ф.: Мектеп, 1986. — 220 с.
- Сель. Документальная повесть. — М.: Мол. гвардия, 1989.
- Обратного пути не будет: Худож.-докум. повесть. — Ф.: Адабият, 1990. — 240 с.
- Семён Чуйков: Документальная повесть. — (Жизнь замечательных людей Кыргызстана). Б.: 2003. — 276 с. — илл.
- Толомуш Океев. — Б.: ЖЗЛК, 2005. — 374 с. — (Жизнь замечательных людей Кыргызстана)